# Мали оток (острво)
Мали оток је мало ненасељено острво у хрватском делу Јадранског мора.
Мали оток се налази 1,5 км јзгозападно од рта Осиљинац на острву Иж. Површина острва износи 0,01 км². Дужина обалске линије је 0,39 км.